# Rio Araguaia
Pour la série télévisée, voir Araguaia (telenovela).

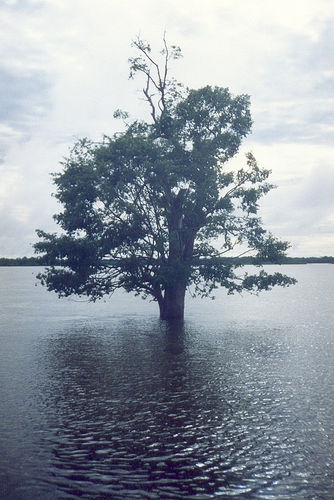
Un arbre dans le Parc National d'Araguaia à la période des crues.

Le Rio Araguaia est une des plus grandes rivières du Brésil et le principal affluent du fleuve Tocantins. Il est long approximativement de 2 627 km.

## Cours de la rivière
La source de la rivière n'est pas clairement définie à cause du grand nombre d'affluents. Les plus importants sont originaires de la chaîne des Araras dans le Mato Grosso ainsi que des montagnes Divisões situées dans le Goiás. Selon d'autres sources, l'Araguaia aurait sa source dans les monts Caiapó à la frontière du Mato-Grosso et du Goiás. De là il coule vers le nord-est jusqu'à sa jonction avec le Tocantins près de la ville de São João.
Le cours de la rivière délimite la frontière entre les États du Goiás, du Mato Grosso, du Tocantins et du Pará. À peu près au milieu de son cours, la rivière se divise en 2 bras : le bras situé à l'ouest garde le nom d'Araguaia tandis que l'autre bras est appelé Rio Javaés. La réunion des deux bras délimite l'île de Bananal, la plus grande île du monde qui soit située sur un cours d'eau.
Une grande partie de son cours est navigable toute l'année, mais le cours d'eau est barré par des rapides en aval de Bananal.
Le bassin combiné des cours d'eau Araguaia et Tocantins, nommé bassin Araguaia Tocantins, couvre environ 9,5 % de la surface du territoire brésilien. Le bassin est entièrement compris dans le bassin de l'Amazone.
Araguaia signifie rivière des aras dans la langue des Tupi.

### Affluents
Le principal affluent de l'Araguaia est le rio das Mortes (ou rio Manso), qui prend naissance dans la Serra de Sao Jeronymo, près de Cuiabá dans le Mato Grosso et est navigable jusqu'au Pará.
Les autres affluents importants sont, à l'ouest les rivières Bonito, Garcas, Cristallino, Tapirape et à l'est les rivières Pitombas, Clari, Vermelho, Tucupa et Chavante.

## Historique
Le cours de l'Araguaia a été en partie découvert en 1897 par Henri Coudreau. (Voir l'ouvrage Voyage de Coudreau au Tocantins-Aragaya, Paris, 1897).

## Villes
Les agglomérations les plus importantes situées sur les rives du rio Araguaia sont, en allant de l'amont vers l'aval :
- Barra do Garças
- Aragarças
- Aruanã
- Luiz Alves
- São Félix do Araguaia
- Santa Terezinha
- Araguacema
- Conceição do Araguaia
- Xambioá
- São Geraldo do Araguaia
- São João do Araguaia

## La faune
Le Rio Araguiaia est un cours d'eau très poissonneux.

## Hydrométrie - les débits mensuels à Xambioá
Le débit de la rivière a été observé pendant 18 ans (1969-1987) à Xambioá, localité de l'État du Pará située à près de 200 kilomètres de son confluent avec le rio Tocantins
.
À Xambioá, le débit annuel moyen ou module observé sur cette période a été de 5 508 m3/s pour un bassin versant de 364 496 km2, soit une surface légèrement supérieure à celle de l'Allemagne.
La lame d'eau écoulée dans l'ensemble du bassin atteint ainsi le chiffre relativement élevé de 477 millimètres par an.
Rivière de la partie orientale, la moins arrosée, du bassin de l'Amazone, le rio Araguaia est un cours d'eau assez irrégulier mais abondant. On constate que la rivière conserve en toutes saisons un débit important, la crue annuelle se déroulant en fin d'été austral et en automne, de février à avril inclus.
Sur la durée d'observation de 18 ans, le débit minimum mensuel observé a été de 519 m3/s (en septembre), tandis que le débit maximal mensuel enregistré se montait à 21 102 m3/s (en mars).

## Tourisme
Plusieurs parties de la rivière sont protégées par des parcs nationaux ou des réserves comme le Parc National Emas et le Parc National Araguaia. L'Araguaia est bien connu pour ses paysages et particulièrement remarquables par ses plages de sable étincelantes. Ces dernières années, certaines portions de la rivière sont devenues des destinations courues de l'écotourisme. Les croisières sur l'Araguaia ainsi que la pêche sont également des activités populaires aussi bien auprès des Brésiliens que des touristes.
Malgré la protection légale dont bénéficient de longs tronçons de l'Araguaia, plusieurs projets de développement présentent une menace pour ce paysage jusqu'à présent largement inviolé.